# Honce
Honce es un municipio del distrito de Rožňava en la región de Košice, Eslovaquia, con una población estimada a final del año 2024 de 327 habitantes.
Se encuentra ubicado al oeste de la región, en la cuenca hidrográfica del río Hernád, y cerca de la frontera con la región de Banská Bystrica y Hungría.

## Demografía
| Año        | 1994 | 2004    | 2014    | 2024     |
| ---------- | ---- | ------- | ------- | -------- |
| Población  | 419  | 395     | 381     | 327      |
| Diferencia |      | −5,72 % | −3,54 % | −14,17 % |

| Año        | 2023 | 2024    |
| ---------- | ---- | ------- |
| Población  | 328  | 327     |
| Diferencia |      | −0,30 % |